# Высоково (Меленковский район)
Высоково — деревня в Меленковском районе Владимирской области России, входит в состав Ляховского сельского поселения.

## География
Деревня расположена в 2 км на север от центра поселения села Ляхи и в 20 км на восток от райцентра города Меленки.

## История
Деревня Высокая упоминается в окладных книгах 1676 года в составе Стапаньковского прихода. В Высокой было 18 дворов крестьянских и 1 бобылский. В конце XIX века в деревне Высоково было 123 двора.
В конце XIX — начале XX века деревня входила в состав Ляховской волости Меленковского уезда. 
С 1929 года деревня являлась центром Высоковского сельсовета в составе Ляховского района, с 1963 года в составе Меленковского района Владимирской области, с 2005 года — в составе Ляховского сельского поселения. 

## Население
| 1859 | 1897 | 1905  | 1926  | 2002 | 2010 | 2021 |
| ---- | ---- | ----- | ----- | ---- | ---- | ---- |
| 626  | ↗867 | ↗1083 | ↗1223 | ↘356 | ↘294 | ↗296 |